# 内纳德·格拉钱
内纳德·格拉钱（1962年1月23日—），克罗地亚男子足球运动员。他曾代表南斯拉夫国奥队参加1984年夏季奥林匹克运动会足球比赛，获得一枚铜牌。